# Greker

25 kända greker

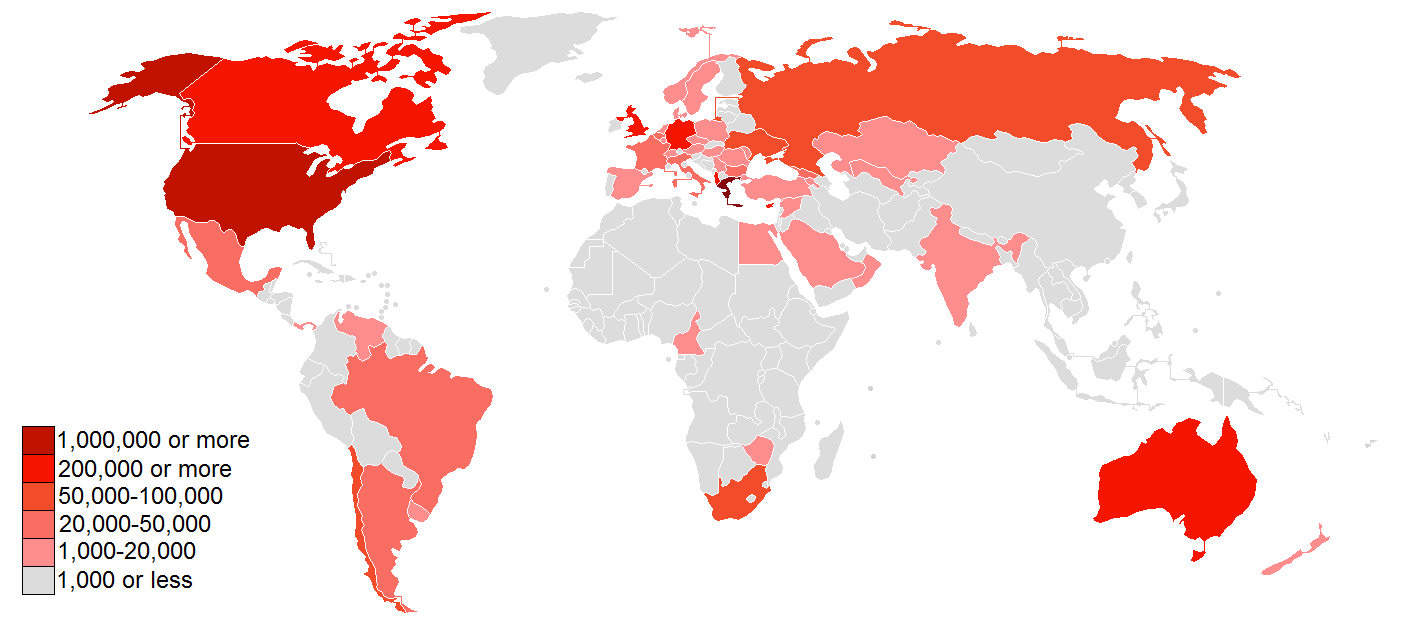
De 50 största grekiska utlandsbefolkningarna

Greker (Έλληνες) är en nation och en etnisk grupp som befolkat Grekland och området kring Egeiska havet i över 4000 år. Idag finns de främst på Balkan i sydöstra Europa (främst i Grekland), de grekiska öarna och på Cypern.
I Grekland finns det idag cirka 11 miljoner greker och utanför landet ytterligare cirka 7 miljoner, framförallt i USA och Australien. 

## Historia
Den mykenska kulturen på fastlandet blomstrade under senhelladisk tid, med andra ord under sista delen av bronsåldern, d.v.s. från 1600 f.Kr. till 1100 f.Kr. Det mykenska skriftspråket kallas linear B. Under den mykenska tiden (alltså förhistorisk tid) dyrkade man inte samma gudar som under den historiska tiden (enligt Homeros). Det man vet med säkerhet är att under den förhistoriska tiden dyrkade man jordmodern eller annars fruktbarhetsgudinnan Gaia.
Den klassiska tiden tog sin början efter det Persiska kriget (sista slaget vid Plataiai år 479 f.Kr.) och varade till Alexander den stores död, alltså 323 f.Kr. Då inleddes den hellenistiska tiden som varade tills Grekland erövrades av romarna år 146 f.Kr. Den romerska tiden slutar då Konstantin den store grundade Konstantinopel ca 330 e.Kr. Då inleddes en ny tid kallad den bysantinska som präglades av den nya religionen, alltså kristendomen, som varade tills osmanerna erövrade Konstantinopel den 29 maj 1453. Då tog den idag så kallade turkiska ockupationstiden sin början som för södra Greklands del varade till befrielsekampen år 1821 och för norra Grekland till Balkankrigen 1911–1913. Dagens moderna Grekland är ett ungt land som existerat i cirka 200 år.

## Folkmord och förföljelser
Före 1914 fanns det 2,5 miljoner greker i nuvarande Turkiet. Under det grekiska folkmordet 1914−1923 mördades över en miljon greker av turkarna. 1 104 216 flydde till Grekland.

## Greker bosatta i världens länder

### Statistik
- Grekland 10 280 000 (2001)[6]
- USA 1 390 439–3 miljoner (2009)[7]
- Cypern 792 604 (2008)[källa behövs]
- Australien runt 700 000 (2006)[8]
- Storbritannien runt 400 000 (2008)[9]
- Tyskland 294 891 (2007)[10]
- Kanada 242 685 (2006)[11]
- Ryssland runt 100 000 (2002)[12]

### Greker i Sverige
I Sverige finns det efter 1960-talets arbetskraftsinvandring och grekiska diktatur en relativt stor grupp greker, cirka 12 000 – 15 000. Grekiska Riksförbundet i Sverige bildades 1972, och Svensk-Grekiska Sällskapet bildades 1941. 2014 bildades Nätverket för Grekland, som är en grupp bildad av svenskar och greker tillsammans.